# Undisclosed Desires
"Undisclosed Desires", também conhecida como "Undisclosed", é uma canção da banda inglesa de rock Muse, que está em seu quinto álbum de estúdio lançado em 2009 intitulado The Resistance. A canção foi escrita pelo vocalista Matthew Bellamy, que descreveu a canção como "muito pessoal, e fala sobre eu e minha namorada". "Undisclosed Desires" foi lançado como segundo single de The Resistance em 16 de novembro de 2009.

## Produção e gravação
Em uma entrevista para uma revista inglesa chamada Mojo, o líder Matthew Bellamy descreveu "Undisclosed Desires" como "uma das faixas [...] com grande influência do R&B contemporâneo, particularmente do Timbaland - batidas pesadas, síncope, muito melódico, vocal bem rítmico," e completou dizendo que "Dom [baterista do grupo] fez todo o trabalho de percusão e programação. [...] É a nossa primeira canção em que eu não toco nem guitarra ou piano." NME falou sobre a falta da guitarra e do piano, dizendo "a canção é construida por uma bateria eletrônica e por um baixo muito rápido de Chris Wolstenholme." Falando sobre sua contribuição com o baixo, Wolstenholme brincou dizendo "provavelmente nunca foi legal tocar baixo de uma maneira tão estranha, [...] mas na canção pareceu funcionar e nós continuamos." A revista musical Q descreveu a canção como "minimalista e ao estilo Dance music." Em uma entrevista para a revista Q, Bellamy descreveu sua inspiração para escrever a canção, dizendo "que a música é muito pessoal sobre mim e minha namorada. Eu acho que as pessoas se cansaram da coisa meio geopolítica que está no álbum." O estilo da canção foi comparada a banda Depeche Mode, muito parecido com a canção "New Life".

## Lançamento e recepção
"Undisclosed Desires" foi tocada pela primeira vez em 4 de setembro de 2009 durante os concertos da A Seaside Rendezvous na cidade natal da banda, Teignmouth. Em 7 de setembro, a canção foi tocada duas vezes pela BBC Radio 1 por Zane Lowe como parte do programa MuseNight.
Desde o lançamento do álbum, a canção recebeu criticas variadas dos especialistas, enquanto alguns castigaram a canção por seu som R&B, outros acharam que foi um bom distanciamento da vertente da banda que já era incomum. Andrew Leahey do website Allmusic descreveu a canção como um "ambiente bizarro onde Timbaland encontra Depeche Mode", usando como exemplo a aparente "tendência da banda de acumular excessos." O critico da NME, Ben Patashnik, disse que "Undisclosed" é uma amostra da banda "tentando se reincendiar com o R&B de ‘Supermassive Black Hole’". Patashnik continuou, falando que soa como "algo que Timbaland acharia no meio de sua mesa." Já a revista Mojo, disse que "Undisclosed" é um dos pontos altos de The Resistance, junto com "United States of Eurasia" e "Uprising".

## Videoclipe
Em 20 de outubro de 2009, a banda confirmou por meio do seu Twitter que o video clipe para a canção já foi gravado. O video clipe foi ao ar pela primeira vez no Channel 4 em 29 de outubro de 2009. Então a banda resolveu lançar o video clipe em seu website oficial em 4 de novembro e em sua página no MySpace em 3 de novembro. O clipe mostra a banda tocando em uma sala cheia de cabos, cercado por várias telas. Essas telas mostram a letra da música no decorrer do video, álem de mostrar também um coração em determinados momentos. Enquanto isso também aparece algumas vezes uma mulher fantasiada dançando no meio da sala.

## Faixas
| CD single |                                                      |         |  |
| N.º       | Título                                               | Duração |  |
| 1.        | "Undisclosed Desires"                                | 3:56    |  |
| 2.        | "Undisclosed Desires" (Thin White Duke remix)        | 7:40    |  |
| 3.        | "Undisclosed Desires" (Thin White Duke edição remix) | 4:51    |  |
| 4.        | "Undisclosed Desires" (The Big Pink remix)           | 4:30    |  |

## Paradas musicais
| Parada de sucesso                | Posição |
| -------------------------------- | ------- |
| Austrália Singles Chart          | 11      |
| Bélgica Singles Chart (Flanders) | 35      |
| Bélgica Singles Chart (Wallonia) | 18      |
| França Digital Singles Chart     | 13      |
| Dinamarca Singles Chart          | 26      |
| Irlanda Singles Chart            | 10      |
| Nova Zelândia Singles Chart      | 12      |
| Polônia Music Charts             | 1       |
| Suíça Singles Chart              | 21      |
| UK Rock Chart                    | 1       |
| UK Singles Chart                 | 49      |
| Alternative Songs                | 4       |
| Rock Songs                       | 7       |

### Paradas de fim de ano
| Paradas (2010)          | Posição |
| ----------------------- | ------- |
| Austrália Singles Chart | 89      |

### Certificações
| País      | Certificação   |
| --------- | -------------- |
| Austrália | Platina (ARIA) |

## Pessoal
Muse
- Matthew Bellamy – vocal, teclado, sintetizador, produção
- Christopher Wolstenholme – baixo, Backing vocal, produção
- Dominic Howard – bateria, sintetizador, produção

Pessoal da produção
- Adrian Bushby – Engenheiro de som
- Mark "Spike" Stent – Mixagem de som
- Ted Jensen – masterização